# Санкт-Георген-им-Аттергау
Санкт-Георген-им-Аттергау (нем. Sankt Georgen im Attergau) — ярмарочная община (нем. Marktgemeinde) в Австрии, в федеральной земле Верхняя Австрия. 
Входит в состав округа Фёклабрук.  
Население составляет 4166 человек (на 31 декабря 2005 года). 
Официальный код  —  41734.

## География
Занимает площадь 15,40 км². 

## Политическая ситуация
Бургомистр общины — Вильхельм Ауцингер (АНП) по результатам выборов 2003 года.
Совет представителей общины (нем. Gemeinderat) состоит из 25 мест:
- АНП занимает 12 мест.
- СДПА занимает 6 мест.
- АПС занимает 5 мест.
- Зелёные занимают 2 места.